# Tatenhill
Tatenhill – wieś w Anglii, w hrabstwie Staffordshire, w dystrykcie East Staffordshire. Leży 29 km na wschód od miasta Stafford i 179 km na północny zachód od Londynu.